# John Higgins (jogador de snooker)
John Higgins MBE (18 de Maio de 1975) é um jogador profissional de snooker escocês, profissional desde 1992. Em 1998, 2007, 2009 e 2011 venceu o campeonato mundial de snooker. Foi o primeiro jogador adolescente a vencer três torneios a contar para o ranking mundial numa só época (1994/95), a fazer breaks máximos (147) em partidas sucessivas (na final do torneio LG Cup de 2003 e na primeira ronda do torneio seguinte, o British Open), e a ter o recorde de 494 pontos sucessivos sem resposta contra Ronnie O'Sullivan na final Grand Prix de 2005, sendo nessa ocasião o primeiro a conseguir quatro breaks consecutivos de mais de 100 pontos (103, 104, 138 e 128) em torneios a contar para o ranking.
Higgins nasceu em Wishaw, Lanarkshire do Norte. Venceu o seu primeiro torneio profissional em 1994 ao derrotar Dave Harold 9-6 na final do Grand Prix. Triunfou igualmente no Open britânico e no Open Internacional de títulos consecutivos em 1995, convertendo-se no primeiro jovem a ganhar três eventos de classificação numa temporada (1994/95). Em 1998 Higgins aproximou-se do Teatro Crucible, em Sheffield, sabendo que para chegar a ser número um do mundo tinha que ganhar o campeonato, e esperar que Stephen Hendry saísse derrotado na sua partida inaugural. Isto veio a acontecer , pois Hendry perdeu na primeira ronda com Jimmy White, e Higgins venceu Jason Ferguson, Anthony Hamilton, John Parrott e Ronnie O'Sullivan, antes de superar o campeão Ken Doherty por 18-12 na final. Neste processo, fez um então record de 14 tacadas centenárias num torneio (Stephen Hendry depois ultrapassaria este feito no Campeonato do Mundo em 2002 com 16 tacadas centenárias).
Venceu até ao momento 30 torneios a contar para o ranking mundial, sendo por isso um dos jogadores com melhor performance neste desporto.

## Resultados em torneios profissionais
| Torneios principais |            |            |            |            |            |            |            |            |            |            |            |            |            |            |            |            |            |            |            |                 |
| Torneio             | 1992/ 1993 | 1993/ 1994 | 1994/ 1995 | 1995/ 1996 | 1996/ 1997 | 1997/ 1998 | 1998/ 1999 | 1999/ 2000 | 2000/ 2001 | 2001/ 2002 | 2002/ 2003 | 2003/ 2004 | 2004/ 2005 | 2005/ 2006 | 2006/ 2007 | 2007/ 2008 | 2008/ 2009 | 2009/ 2010 | 2010/ 2011 | V-D de carreira |
| Camp. britânico     | A          | A          | A          | SF         | F          | 2R         | W          | SF         | W          | QF         | QF         | 2R         | 2R         | 3R         | SF         | 1R         | QF         | F          | W          | 3 / 16          |
| Masters             | A          | A          | F          | 1R         | 1R         | 1R         | W          | 1R         | 1R         | 1R         | QF         | SF         | F          | W          | 1R         | 1R         | SF         | 1R         | TBC        | 2 / 16          |
| World Championship  | QR         | QR         | 1R         | QF         | QF         | W          | SF         | SF         | F          | QF         | QF         | 2R         | 2R         | 1R         | W          | 2R         | W          | 2R         | W          | 3 / 16          |

| Performance table legend | Performance table legend            | Performance table legend | Performance table legend       |
| ------------------------ | ----------------------------------- | ------------------------ | ------------------------------ |
| A                        | não participou no torneio (ausente) | #R                       | eliminado nas primeiras rondas |
| QF                       | quartos de final                    | SF                       | semifinal                      |
| F                        | finalista vencido                   | W                        | vencedor                       |